# Creu de terme de Tarroja de Segarra
La Creu de terme de Tarroja de Segarra és una obra de Tarroja de Segarra (Segarra) inclosa a l'Inventari del Patrimoni Arquitectònic de Catalunya.

## Descripció
Aquesta creu s'eregeix damunt d'un basament octogonal de pedra, damunt el qual hi ha un sòcol amb els vertex tallats. No té base i el seu fust presenta vuit cares. En aquest fust trobem una placa amb una inscripció que pràcticament s'ha perdut, però encara hi podem llegir " 19 1- 1940". La creu que trobem al capdamunt és de forja i presenta elements que s'entrecreuen i juguen amb l'estètica d'aquesta.